# Злобин, Геннадий Карпович
Геннадий Карпович Злобин (род. 15 октября 1927, город Кадиевка, теперь Стаханов Луганской области) — советский партийный деятель, заслуженный строитель УССР, председатель Госстроя Украинской ССР. Президент Академии строительства Украины. Иностранный член РААСН. Депутат Верховного Совета УССР 7-11-го созывов. Кандидат в члены ЦК КПУ в 1966—1971 г. Член ЦК КПУ в 1971—1990 г.

## Биография
Родился в семье шахтёра Карпа Григорьевича и домохозяйки Татьяны Кирилловны.
С 1935 года учился в средней школе № 2 города Кадиевки. 19 октября 1941 года семья Злобиных была эвакуирована в село Михайловку Казахской ССР. Летом 1942 года семья переехала в город Ленгеругля (Казахская ССР). В 1943 году окончил 7-й класс средней школы города Ленгеругля.
В 1943 г. — ученик в столярной мастерской рудоуправление «Ленгеруголь», затем — ученик в механическом цехе. В 1943—1944 г. — курсант Харьковской специальной артиллерийской школы в городе Чирчике. Отчислен по медицинским показаниям.
В 1944—1945 годах учился в Кадиевском горном техникуме. Получил аттестат зрелости экстерном. В 1946 году поступил в Харьковский институт инженеров-механиков сельского хозяйства. После окончания первого курса института перевёлся на второй курс Харьковского горного института, который окончил в 1951 году, получив специальность горного инженера-шахтостроителя.
В 1951—1952 г. — начальник строительного участка рудника на урановых разработках в системе Юго-Восточного горно-химического комбината вблизи Уч-Кургана Наманганской области Узбекской ССР. В 1952—1953 г. — начальник участка строительного управления по восстановлению шахты № 4/бис города Красный Луч Ворошиловградской области. С 1953 г. — заместитель начальника производственного отдела в аппарате треста «Краснолучшахтострой».
Член КПСС с 1955 года.
В 1954—1956 г. — главный инженер строительства по сооружению шахты «Ново-Павловская — Восточная». В 1957 — начальник строительного управления по сооружению Харьковских комсомольских шахт № 1 и 2 треста «Краснолучшахтострой» Ворошиловградской области.
В 1957—1959 г. — главный инженер треста «Свердловскшахтострой» в городе Свердловске Луганской области. В 1959—1961 г. — заместитель главного инженера, главный инженер комбината «Донбассантрацитшахтострой» в городе Красном Луче Луганской области.
В 1961—1963 г. — начальник комбината «Донбассантрацитшахтострой» в городе Красном Луче Луганской области.
В 1963—1964 г. — заместитель министра строительства Украинской ССР.
В 1964—1975 г. — заведующий отделом строительства и городского хозяйства ЦК КПУ.
В 1975—1990 г. — председатель Государственного комитета Украинской ССР по делам строительства (Госстроя). Член правительства.
С 1990 года — на пенсии. В 1990—1993 г. — президент Союза гражданских инженеров Украины.
В 1993—2015 г. — президент Академии строительства Украины.
Автор многих изобретений и патентов, публикаций, среди которых монографии «Капитальное строительство в Украинской ССР» (1984), «Чернобыль — послеаварийная программа строительства» (1998), «Строительство: выдающиеся инженеры Украины» (2000; все — Киев).

## Награды
- орден Октябрьской Революции (1971)
- четыре ордена Трудового Красного Знамени (1964, 1966, 1973, 09.07.1986)
- орден Дружбы народов (14.10.1977)
- орден «За заслуги» (Украина) 3-й степени (1997)
- медали
- лауреат премии Академии строительства Украины имени Будникова (1997)
- дважды лауреат Государственной премии в области науки и техники (1981, 2000)
- заслуженный строитель Украинской ССР